# Liste des sites et monuments classés de la wilaya de Biskra
Cet article présente une liste des sites et monuments classés de la wilaya de Biskra, en Algérie.

## Liste
| Id     | Identification du bien                                                                        | Datation        | Commune             | Coordonnées                      | Catégorie du classement                     | Mesures et date de protection | Date de publication au Journal Officiel | Illustration    |                       |
| ------ | --------------------------------------------------------------------------------------------- | --------------- | ------------------- | -------------------------------- | ------------------------------------------- | --- | --------------------------------------- | --------------- | --------------------- |
| 07-001 | Barrage foum El Ghorza                                                                        | Médiévale       | Sidi Okba           | à géolocaliser                   | Classé                                      | Inscrit sur l'inventaire général des biens culturels immobiliers par arrêté du 14/07/2007, après avis favorable de la commission nationale des biens culturels tenu le 12/10/2006. | N° 60 du 26/09/2007                     | Image manquante | Télécharger une image |
| 07-002 | Borne milliaire de Seba- Mgata. (Bien culturel protégé disparu)                               | Antique         | El Kantara          | à géolocaliser                   | Classé                                      | Classé parmi les sites et monuments historiques en date du 26/09/1933, Conformément à l'article 62 de l'ordonnance N° 67-281 du 20/12/1967 | N° 07 du 23/01/1968.                    | Image manquante | Télécharger une image |
| 07-003 | Collection Lapidaire déposée au musée Vulpillières appartenant à l'Etat.                      | Antique         | El Kantara          | 35° 13′ 17″ nord, 5° 42′ 04″ est | Classé                                      | Classé parmi les objets mobiliers classés en date du 20/12/1967, Conformément à l'article 62 de l'ordonnance N° 67-281 du 20/12/1967 | N°07 du 23/01/1968                      |                 | Télécharger une image |
| 07-004 | Inscription encastrée à la porte du caravansérail (El Outaya) (Bien culturel protégé disparu) | Antique         | El Outaya           | à géolocaliser                   | Classé                                      | Classé parmi les sites et monuments historiques en (L.1900), Conformément à l'article 62 de l'ordonnance N° 67-281 du 20/12/1967 | N° 07 du 23/01/1968.                    | Image manquante | Télécharger une image |
| 07-005 | Mosquée de Sidi Khaled                                                                        | Médiévale       | Sidi Khaled         | à géolocaliser                   | Classé                                      | Classé parmi les sites et monuments historiques par arrêté du 03/11/1999, après avis favorable de la commission nationale des monuments historiques émis lors de ses réunions du 18/04/1987, du 7/03/1988, du 17/06/1990, du 30/12/1991, du 19/01/1995, du 05/03/1996, du 13/05/1997, du 24/12/1997, du 24/12/1997, et du 26/07/1998. | N° 87 du 08/12/1999                     |                 | Télécharger une image |
| 07-006 | Mosquée et mausolée Sidi Okba                                                                 | Médiévale       | Sidi Okba           | à géolocaliser                   | Classé                                      | Inscrit sur l'inventaire général des biens culturels immobiliers par arrêté du 14/07/2007, après avis favorable de la commission nationale des biens culturels tenu le 12/10/2006. | N° 60 du 26/09/2007                     |                 | Télécharger une image |
| 07-007 | Mosquée Sidi Lembarek                                                                         | Médiévale       | Khenguet Sidi Nadji | à géolocaliser                   | Classé                                      | Classé sur la liste des biens culturels par arrêté du 21/01/2015, après avis conforme de la commission nationale des biens culturels tenu le 14/01/2013. | N° 08 du 15/02/2015                     | Image manquante | Télécharger une image |
| 07-008 | Pont Romain                                                                                   | Antique         | El Kantara          | 35° 14′ 01″ nord, 5° 42′ 06″ est | Classé                                      | Classé parmi les sites et monuments historiques en (L.1900), Conformément à l'article 62 de l'ordonnance N° 67-281 du 20/12/1967 | N° 07 du 23/01/1968                     |                 | Télécharger une image |
| 07-009 | Porte en bois à la Mosquée de Sidi Okba                                                       | Médiévale       | Sidi Okba           | 34° 45′ 19″ nord, 5° 54′ 24″ est | Classé                                      | Classé parmi les sites et monuments historiques en (L.1900), Conformément à l'article 62 de l'ordonnance N° 67-281 du 20/12/1967 | N° 07 du 23/01/1968                     |                 | Télécharger une image |
| 07-010 | Restes de thermes à Biskra                                                                    | Antique         | Biskra              | à géolocaliser                   | Classé                                      | Classé parmi les sites et monuments historiques en (L.1900), Conformément à l'article 62 de l'ordonnance N° 67-281 du 20/12/1967 | N° 07 du 23/01/1968                     | Image manquante | Télécharger une image |
| 07-011 | Ruines de Gemelae                                                                             | Antique         | M'Lili              | à géolocaliser                   | Classé                                      | Classé parmi les sites et monuments historiques en date du 18/07/1952, Conformément à l'article 62 de l'ordonnance N° 67-281 du 20/12/1967 | N° 07 du 23/01/1968                     | Image manquante | Télécharger une image |
| 07-012 | Ruines de l'amphithéâtre (El Outaya) (Bien culturel protégé disparu)                          | Antique         | El Outaya           | à géolocaliser                   | Classé                                      | Classé parmi les sites et monuments historiques en (L.1900), Conformément à l'article 62 de l'ordonnance N° 67-281 du 20/12/1967 | N° 07 du 23/01/1968                     | Image manquante | Télécharger une image |
| 07-013 | Site de T'houda                                                                               | Médiévale       | Sidi Okba           | à géolocaliser                   | Classé                                      | Inscrit sur l'inventaire général des biens culturels immobiliers par arrêté du 14/07/2007, après avis favorable de la commission nationale des biens culturels tenu le 12/10/2006. | N° 60 du 26/09/2007                     | Image manquante | Télécharger une image |
| 07-014 | Ancienne mosquée de Tolga                                                                     | Médiévale       | Tolga               | à géolocaliser                   | Inscription sur l'inventaire supplémentaire | Inscrit sur l'inventaire supplémentaire Arrêté signé par le wali N° 1361 du 25/07/2010 | Arrêté non pub au journal officiel      | Image manquante | Télécharger une image |
| 07-015 | Hotel de ville (Dar El Syouda)                                                                | Moderne         | Zeribet El Oued     | à géolocaliser                   | Inscription sur l'inventaire supplémentaire | Inscrit sur l'inventaire supplémentaire Arrêté signé par le wali N° 1367 du 25/07/2010 | Arrêté non pub au journal officiel      | Image manquante | Télécharger une image |
| 07-016 | Mausolée Abou El Mouhadjer Dinars à Sidi Okba                                                 | Médiévale       | Sidi Okba           | à géolocaliser                   | Inscription sur l'inventaire supplémentaire | Inscrit sur l'inventaire supplémentaire Arrêté signé par le wali N° 4839 du 28/12/2016 | Arrêté non pub au journal officiel      | Image manquante | Télécharger une image |
| 07-017 | Mosquée El Atik                                                                               | Médiévale       | Bordj Ben Azzouz    | à géolocaliser                   | Inscription sur l'inventaire supplémentaire | Inscrit sur l'inventaire supplémentaire Arrêté signé par le wali N° 1365 du 25/07/2010 | Arrêté non pub au journal officiel      | Image manquante | Télécharger une image |
| 07-018 | Mosquée Sidi Aissa Bouchakroun                                                                | Médiévale       | Bouchagroune        | à géolocaliser                   | Inscription sur l'inventaire supplémentaire | Inscrit sur l'inventaire supplémentaire Arrêté signé par le wali N° 1364 du 25/07/2010 | Arrêté non pub au journal officiel      | Image manquante | Télécharger une image |
| 07-019 | Mosquée Sidi Amer                                                                             | Médiévale       | Zeribet El Oued     | à géolocaliser                   | Inscription sur l'inventaire supplémentaire | Inscrit sur l'inventaire supplémentaire Arrêté signé par le wali N° 1362 du 25/07/2010 | Arrêté non pub au journal officiel      | Image manquante | Télécharger une image |
| 07-020 | Mosquée Sidi Massaoud                                                                         | Médiévale       | Zeribet El Oued     | à géolocaliser                   | Inscription sur l'inventaire supplémentaire | Inscrit sur l'inventaire supplémentaire Arrêté signé par le wali N° 1363 du 25/07/2010 | Arrêté non pub au journal officiel      | Image manquante | Télécharger une image |
| 07-021 | Site archéologique Bades                                                                      | Antique         | Zeribet El Oued     | à géolocaliser                   | Inscription sur l'inventaire supplémentaire | Inscrit sur l'inventaire supplémentaire Arrêté signé par le wali N° 1366 du 25/07/2010 | Arrêté non pub au journal officiel      | Image manquante | Télécharger une image |
| 07-022 | Village Dachra El Hamra                                                                       | Médiévale       | El Kantara          | à géolocaliser                   | Secteur sauvegardé                          | Créé et délimité en secteur sauvegardé par Décret Exécutif n° 13-185 du 06/05/2013, après avis favorable de la commission nationale des biens culturels tenu le 13/06/2011. | N° 26 du 15/05/2013                     |                 | Télécharger une image |
| 07-023 | Gorges d'El Kantara                                                                           | Aucune datation | El Kantara          | 35° 13′ 54″ nord, 5° 42′ 08″ est | Sites naturels                              | Classé parmi les sites et monuments naturels en date du 30/01/1928, Conformément à l'article 62 de l'ordonnance N° 67-281 du 20/12/1967 | N° 07 du 23/01/1968                     |                 | Télécharger une image |
| 07-024 | Gorges de Khengat Sidi Nadji                                                                  | Aucune datation | Khenguet Sidi Nadji | à géolocaliser                   | Sites naturels                              | Classé parmi les sites et monuments naturels en date du 30/01/1928, Conformément à l'article 62 de l'ordonnance N° 67-281 du 20/12/1967 | N° 07 du 23/01/1968                     | Image manquante | Télécharger une image |
| 07-025 | Gorges de M'Chouneche                                                                         | Aucune datation | M'Chouneche         | à géolocaliser                   | Sites naturels                              | Classé parmi les sites et monuments naturels en date du 30/01/1928, Conformément à l'article 62 de l'ordonnance N° 67-281 du 20/12/1967 | N° 07 du 23/01/1968                     | Image manquante | Télécharger une image |
| 07-026 | Gorges de Sidi Masmoudi                                                                       | Aucune datation | M'Chouneche         | à géolocaliser                   | Sites naturels                              | Classé parmi les sites et monuments naturels en date du 30/01/1928, Conformément à l'article 62 de l'ordonnance N° 67-281 du 20/12/1967 | N° 07 du 23/01/1968                     | Image manquante | Télécharger une image |
| 07-027 | Gorges et Village de Djemina                                                                  | Aucune datation | M'Chouneche         | à géolocaliser                   | Sites naturels                              | Classé parmi les sites et monuments naturels en date du 30/01/1928, Conformément à l'article 62 de l'ordonnance N° 67-281 du 20/12/1967 | N° 07 du 23/01/1968                     | Image manquante | Télécharger une image |
| 07-028 | Village de Kebach                                                                             | Aucune datation | El Mizaraa          | à géolocaliser                   | Sites naturels                              | Classé parmi les sites et monuments naturels en date du 30/01/1928, Conformément à l'article 62 de l'ordonnance N° 67-281 du 20/12/1967 | N° 07 du 23/01/1968                     | Image manquante | Télécharger une image |
| 07-029 | Village de Khengat Sidi Nadji                                                                 | Aucune datation | Khenguet Sidi Nadji | à géolocaliser                   | Sites naturels                              | Classé parmi les sites et monuments naturels en date du 30/01/1928, Conformément à l'article 62 de l'ordonnance N° 67-281 du 20/12/1967 | N° 07 du 23/01/1968                     | Image manquante | Télécharger une image |